# Sosna ciorna
Sosna ciorna (în ucraineană Сосна Чорна, în română Pinul negru) este un monument al naturii de tip botanic de importanță locală din raionul Secureni, regiunea Cernăuți (Ucraina), situat la nord de satul Lomacineți. Este administrat de întreprinderea de stat „Silvicultura Secureni” (parcelele 16/3).
Suprafața ariei protejate constituie 8,7 hectare și a fost înființată în anul 2001 prin decizia consiliului regional. Statutul a fost acordat pentru protejarea unor valoroase plantații vechi de pin negru.